# Henryk Komsta
Henryk Komsta (ur. 27 stycznia 1952, zm. 14 października 2020) – polski specjalista w zakresie inżynierii rolniczej, budowy i eksploatacji maszyn, prof. dr hab. inż.

## Życiorys
W 1975 roku ukończył studia inżynierskie na Wydziale Mechanicznym ówczesnej Wyższej Szkoły Inżynierskiej w Lublinie, a dwa lata później, w 1977 roku, ukończył studia mechaniczne w Wyższej Szkole Inżynierskiej w Lublinie, 25 maja 1983 obronił pracę doktorską Rosrabotka biesprivodnogo sieparatora „s plavajuščim” korpusom barabana i lopastnoj vygruskoj tviordovo osadka, 27 czerwca 2000 habilitował się na podstawie pracy zatytułowanej Analiza procesów homogenizacji ciśnieniowej emulsji i zawiesin w przemyśle spożywczym. 19 kwietnia 2007 nadano mu tytuł profesora w zakresie nauk rolniczych. Karierę zawodową rozpoczął w Politechnice Lubelskiej, gdzie od 1975 roku pracował w Zakładzie, a następnie w Katedrze Maszyn Przemysłu Spożywczego. W 2001 roku objął stanowisko kierownika Zakładu Inżynierii Ekologicznej i w tym samym roku został profesorem nadzwyczajnym Politechniki Lubelskiej. Był kierownikiem Katedry Transportu, Silników Spalinowych i Ekologii, oraz dyrektorem Instytutu Transportu, Silników Spalinowych i Ekologii, a także dziekanem na Wydziale Mechanicznym Politechniki Lubelskiej.
W latach 2002–2005 pełnił funkcję prodziekana ds. Kształcenia Wydziału Mechanicznego Politechniki Lubelskiej. Był członkiem Rady Programowej czasopisma naukowo-technicznego „Postępy Techniki Przetwórstwa Spożywczego”.
Dorobek naukowy profesora obejmuje około 80 publikacji naukowych, 8 patentów oraz wzorów użytkowych. Jego badania koncentrowały się na problematyce doskonalenia konstrukcji maszyn i urządzeń wykorzystywanych w przemyśle spożywczym, zwłaszcza pod kątem jakości oraz energochłonności procesów przetwarzania ciekłych, niejednorodnych surowców spożywczych. Zajmował się także ekotechnicznymi aspektami budowy i eksploatacji maszyn i urządzeń roboczych.
Zmarł 14 października 2020.

## Członkostwa w towarzystwach naukowych
Henryk Komsta był członkiem:
- Komisji Motoryzacji i Energetyki Rolnictwa O/PAN w Lublinie,
- Polskiego Naukowo-Technicznego Towarzystwa Eksploatacyjnego (PNTTE),
- Polskiego Towarzystwa Inżynierii Ekologicznej (PTIE),
- Stowarzyszenia Inżynierów i Techników Mechaników Polskich (SIMP).